# Jack Kilby
Jack St. Clair Kilby (8. listopadu 1923, Jefferson City, Missouri – 20. června 2005, Dallas, Texas) byl americký elektroinženýr, který v roce 2000 obdržel Nobelovu cenu za fyziku (společně s dalšími dvěma vědci). Během práce ve společnosti Texas Instruments (TI) v roce 1958 vynalezl integrovaný obvod. V téže době učinil nezávisle tentýž objev Robert Noyce pracující ve společnosti Fairchild Semiconductor. Jack Kilby se rovněž podílel na vynálezech kapesní kalkulačky a termální tiskárny a držel patenty na několik dalších vynálezů.

## Životopis

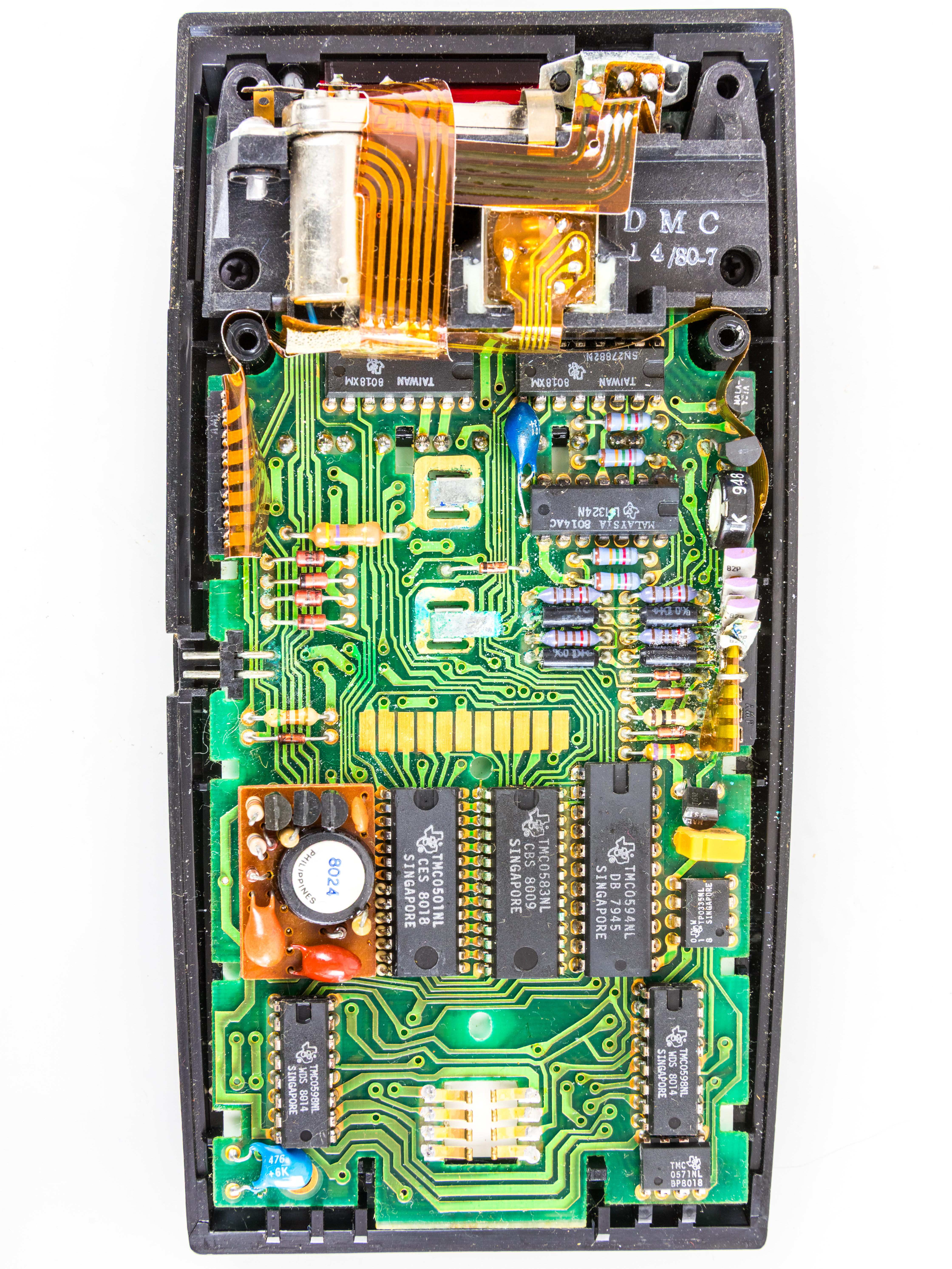
Základní deska kalkulačky TI-59

Jack Kilby se narodil v Jefferson City ve státě Missouri Hubertovi a Vině Freitag Kilbyovým. Oba rodiče získali bakalářský titul na Illinoiské univerzitě. Jeho otec byl manažerem v místní komunální společnosti. Většinu svého dětství strávil v Great Bendu v Kansasu, kde absolvoval Great Bend High School. Na jeho život zde upozorňují poutače u cest před vstupem do města a na jeho počest byly společné prostory na střední škole Great Bend pojmenovány The Jack Kilby Commons Area.
Jack Kilby obdržel titul bakaláře v oblasti přírodních věd na Univerzitě Illinois v Urbana Champaign v roce 1947 spolu s titulem elektroinženýra. Magisterského titulu dosáhl na Univerzitě ve Wisconsinu v roce 1950, zatímco souběžně pracoval ve společnosti Centralab, což byla divize společnosti Globe-Union v Milwaukee.
V létě 1958 pracoval Kilby jako nově přijatý inženýr v TI, který dosud neměl právo na letní prázdniny. Léto strávil prací na problému návrhu obvodů, kterému se běžně říkalo „tyranie množství,“ a dospěl k závěru, že ekonomickým řešením může být použití polovodičů jako základu všech součástek obvodu, což dovolí vytvořit obvod na jediné polovodičové desce. 
Svůj objev prezentoval 12. září před vedením Texas Instruments: ukázal jim kus germania, na kterém byl vyleptán obvod oscilátoru, k němuž byl dráty připojen osciloskop. Zmáčkl tlačítko a osciloskop ukázal spojitou sinusoidu, což dokazovalo, že jeho integrovaný obvod pracuje, a že tedy problém vyřešil. Patent na „Jednodílný obvod vytvořený z germania“, první integrovaný obvod, byl podán 6. února 1959.
Mezi léty 1978–1985 působil jako profesor elektroinženýrství na Texas A&M University. V roce 2000 obdržel za své převratné objevy Nobelovu cenu za fyziku. Je po něm pojmenován klopný obvod JK a Kilbyho centrum, výzkumné centrum TI pro výrobu na bázi křemíku.
Kromě integrovaného obvodu se je Jack Kilby podílel na vynálezu přenosné kalkulačky ((společně s Jerry Merrymanem a Jamesem Van Tasselem; 1966). Kalkulačka byla založena na integrovaném obvodu umějícím sčítat, odčítat, násobit a dělit). Dále vynalezl termální tiskárnu, která se používala v raných přenosných datových terminálech. Celkem byl držitelem asi 60 patentů.
Jack Kilby zemřel 20. června 2005 v texaském Dallasu po krátkém zápasu s non-Hodgkinovým lymfomem. Dne 14. prosince 2005 vytvořila společnost Texas Instruments historický archiv TI. Rodina Jacka Kilbyho věnovala jeho rukopisy a osobní sbírku fotografií knihovně Southern Methodist University. 
V roce 2008 Southern Methodist University, School of Engineering společně s DeGolyerovou knihovnou a Kongresovou knihovnou uspořádala celoroční oslavy 50. výročí zrodu digitálního věku, kdy Kilby vynalezl integrovaný obvod, za který získal Nobelovu cenu. Sympozia a výstavy se zabývaly mnoha způsoby, jakými technologie a inženýři utvářeli moderní svět. Kilby byl držitelem čestného doktorátu věd SMU a prostřednictvím Kilbyho nadace byl dlouholetým spolupracovníkem Southern Methodist University.
Na počest Jacka Kilbyho byla jeho socha vztyčena na podzim roku 2021 na náměstí Texas Instruments Plaza v areálu Texaské univerzity v Dallasu, sponzorem sochy byl developer Harlan Crow. Socha v ruce drží repliku kapesní kalkulačky a integrovaný obvod.

## Vybrané patenty
- US3138743 Archivováno 17. 10. 2017 na Wayback Machine. — Miniaturizovaný elektronický obvod
- US3138747 Archivováno 17. 10. 2017 na Wayback Machine. — Integrovaná polovodičová součástka
- US3261081 Archivováno 17. 10. 2017 na Wayback Machine. — Metoda vytvoření miniaturizovaných elektronických obvodů
- US3434015 Archivováno 17. 10. 2017 na Wayback Machine. — Kondenzátor pro miniaturizované elektronické obvody nebo podobné
- a asi šedesát dalších